# Slobodan Subotić
Slobodan Subotić - Piksi, slovenski košarkar, košarkaški trener * 15. avgust 1956, Herceg Novi, SR Črna gora, FLR Jugoslavija

## Igralska kariera
Slobodan Subotić je odraščal v Herceg-Novem v Črni gori. Njegov oče je bil trgovski potnik, po mamini strani ima grške družinske vezi.
Do 14 leta je treniral nogomet, potem ga je trener Radovan Ogurlić povabil na treninge košarke v klub KK Primorje.
Na pobudo Lazarja Lečića je 1975 postal član Olimpije, kjer je igral enajst sezon. Leta 1986 je podpisal pogodbo s solunskim Arisom. Z Arisom je odigral sedem let in v tem času zaigral treh Final Fourih Evrolige, petkrat osvojil naslov grškega prvak v ligi in pokalu. Z Nikosom Galisom in Panagiotisom Giannakisom je bil nosilec igre. Pridobil je grško državljanstvo, zaradi grškega prava je spremenil ime v Slompontan "Lefteris" Soumpotits (grško: Σλόμπονταν "Λευτέρης" Σούμποτιτς) V igri je bil znan po dobrem metu za tri točke in metom iz skoka.  
Za Jugoslovansko reprezentanco je prvič igral 1977. Udeležil se priprav na svetovno prvenstvo 1978, a se ni uvrstil med 12.

## Trenerska kariera
Po končani igralski karieri je deloval enajst let kot trener v Grčiji. Prvo kot pomočnik in trener pri Iraklisu, pozneje je vodil vse vodilne solunske in atenske klube: AEK Atene, Aris, Panathinaikos, Panionios, PAOK, Panionios in Olympiacos. Prvi trenerski uspeh je doživel z Arisom, ki je osvojil Koraćev pokal 1997. Najuspešnejše obdobje je imel s Panathinaikosom, ko je osvojil dva zaporedna naslova grškega prvaka (1998 in 1999) in imenovan za najboljšega grškega trenerja. Dve sezoni in pol je vodil še Olympiacos, ki ga je vodil do pokalnega zmagovalca 2002. 
Ko je bil trener PAOKa in kasneje Olympiacosa je sprejel vodenje Slovenske reprezentance leta 2001. Reprezentanca se je prebila skozi kvalikacije in nastopila na evropskem prvenstvu 2003 na Švedskem.
V sezoni 2004-05 je kratek čas vodil v Italiji klub Aurora Basket Jesi. 
Na Hrvaškem je vodil ekipe Splita in Cedevite. Leta 2011 je drugič vodil ekipo Arisa. Spomladi 2012 je za 40 dni prevzel mesto direktorja Union Olimpije.
Poleti 2012 sprejme službo v Libanonu. Štiri sezone vodil velikana libanonske klubske košarke Al Riyadi iz Bejruta. Ekipo vodi do treh naslovov državnega prvaka (2014, 2015, 2016). 
17. junija 2017 postane trener zagrebške Cibone, s katero prekine pogodbo 11. novembra 2017.
Avgusta 2018 postane selektor libanonske reprezentance. Reprezantca je neuspešna v kvalikacijah za svetovno prvensto 2019.
Med 22. junijem in 18. oktobrom 2019 je glavni trener Budućnosti.

## Osebno
Živi v Ljubljani. Je oče trem otrokom: Nik, Ana Maria in Leon. Leon je košarkarski trener in je v sezoni 2019/20 pomočnik trenerja pri Ciboni.
Za Koš magazin je napisal tri spominske članke. 